# Ilham Tanui Özbilen
Ilham Tanui Özbilen (Kenia, 5 de marzo de 1990) es un atleta turco de origen keniano especializado en la prueba de 1500 m, en la que consiguió ser subcampeón mundial en pista cubierta en 2012.

## Carrera deportiva
En el Campeonato Mundial de Atletismo en Pista Cubierta de 2012 ganó la medalla de plata en los 1500 metros, llegando a meta en un tiempo de 3:45.35 segundos, tras el marroquí Abdalaati Iguider (oro con 3:45.21 segundos) y por delante del etíope Mekonnen Gebremedhin.